# زارا

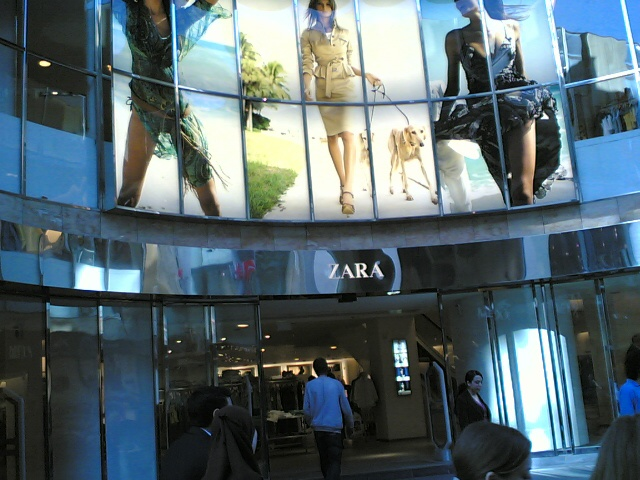
شعبه زارا در بروکسل

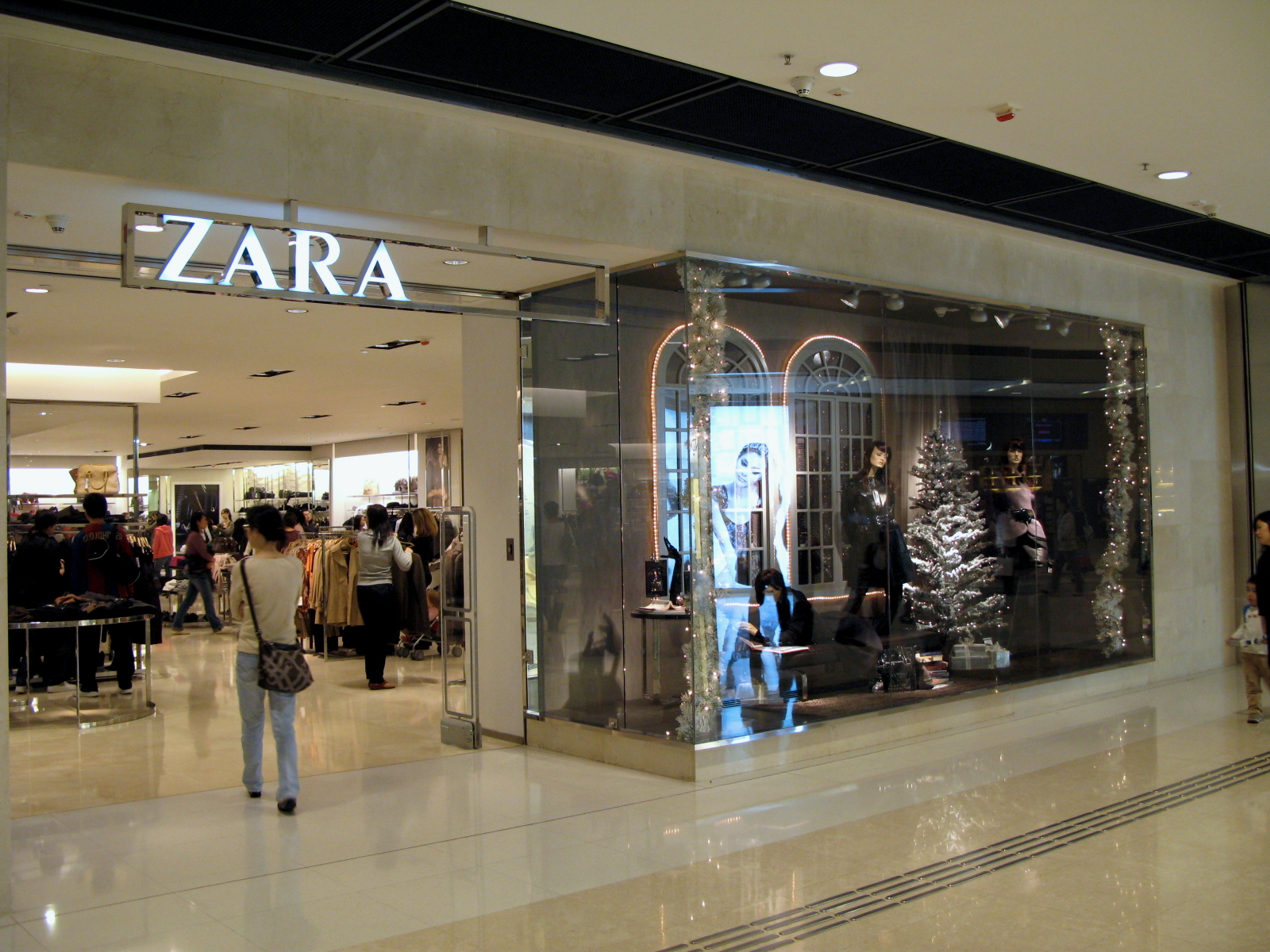
شعبه زارا در هنگ کنگ

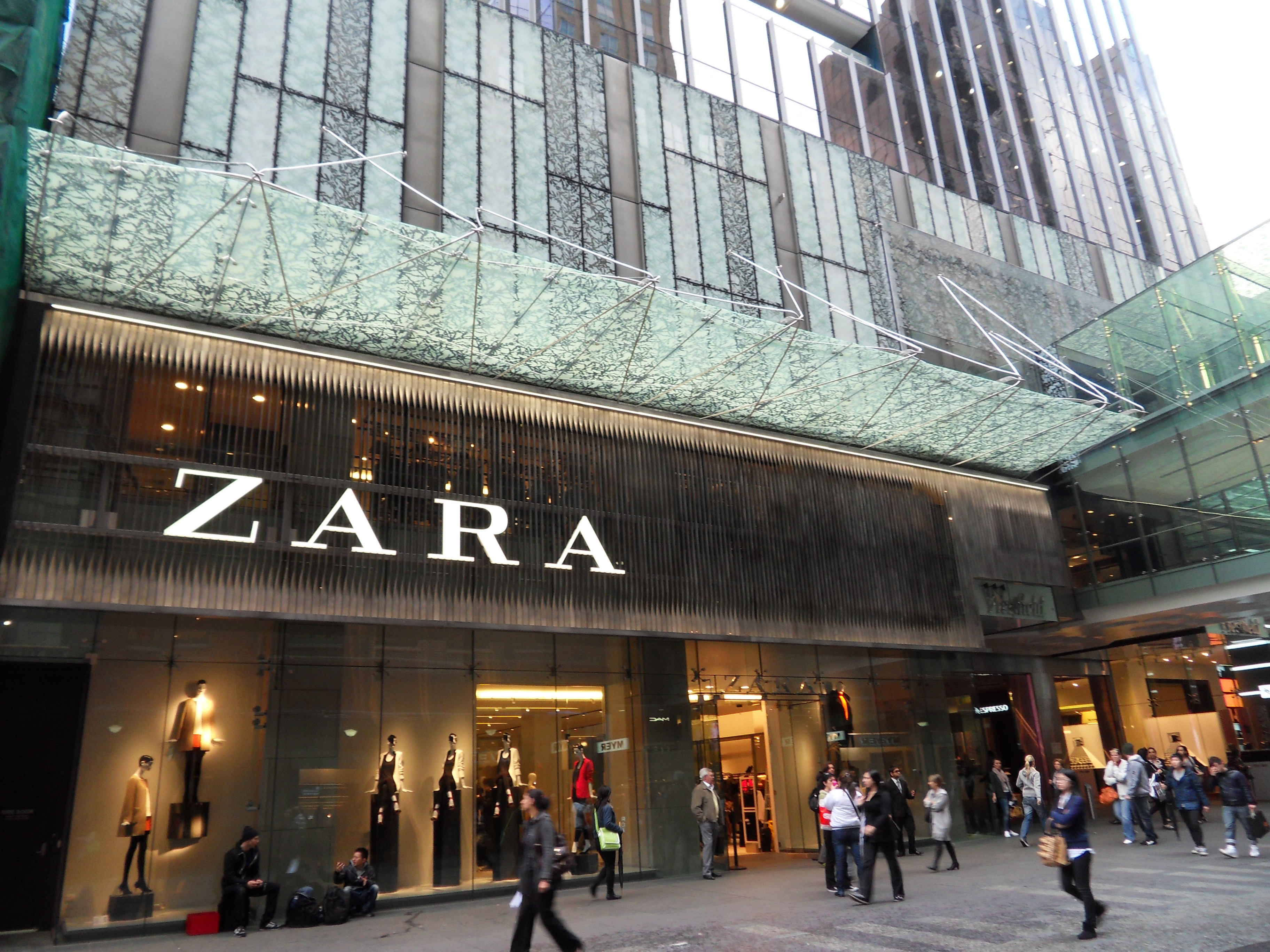
شعبه زارا در سیدنی

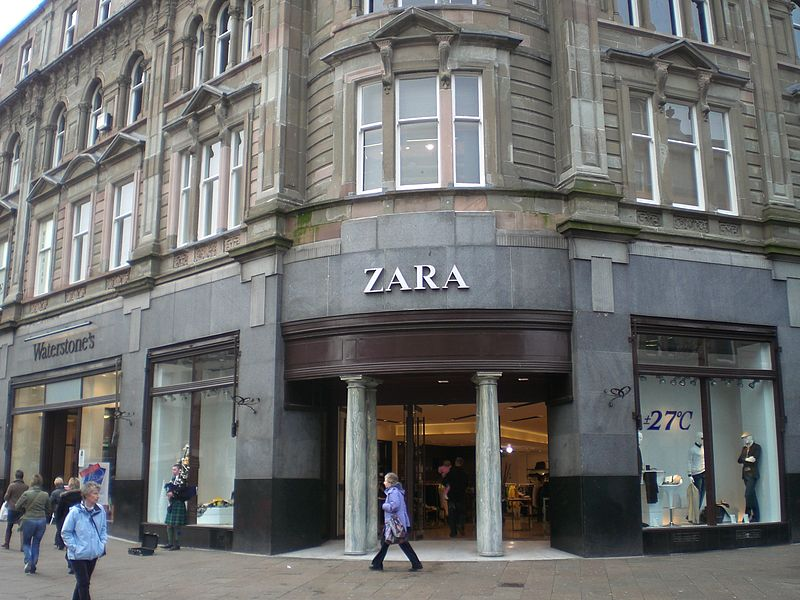
شعبه زارا در اسکاتلند

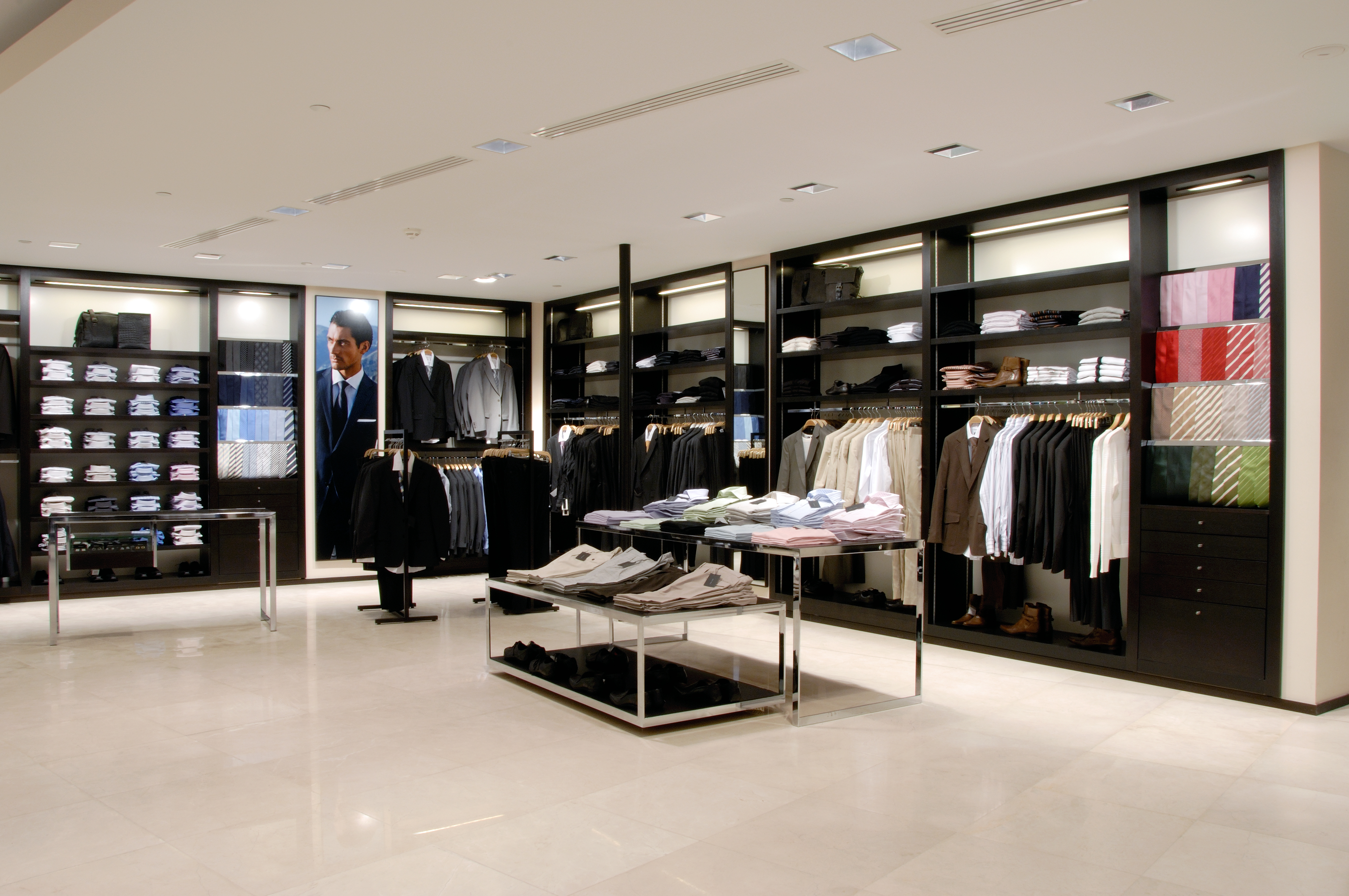
درون یکی از شعب زارا

زارا (Zara) یک برند اسپانیایی پوشاک و زیورآلات است و کار خود را از شهر ارتشیو در گالیسیا آغاز کرد.
زارا ناو سرفرماندهی گروه فروشگاه‌های زنجیره‌ای ایندیتکس محسوب می‌شود. کمپانی ایندیتکس یک مجموعه بزرگ نساجی و طراحی اسپانیایی و بزرگترین گروه مد جهان است، که به غیر از زارا، مالک برندهای دیگری، مانند ماسیمو دوتی، پول اند بر، اویشو، اوترکه، استرادیواریوس و برشکا نیز است.
این شرکت در سال ۱۹۷۵ توسط روزالیا مرا گوینتیا و آمانسیو اورتگا تأسیس شده‌است.

## خاستگاه و تاریخچه
آمانسیو اورتگا، مؤسس زارا، اولین فروشگاهش را در سال ۱۹۷۵ در یکی از خیابان‌های مرکز شهر لاکرونیا در گالیسیای اسپانیا افتتاح کرد.
وی اولین فروشگاه خود را برگرفته از فیلمی کلاسیک از سینمای یونان زوربا (به انگلیسی: Zorba) نامگذاری کرد، اما از بداقبالی دو بلوک دورتر باری به همین نام وجود داشت، صاحب آن بار، نزد اورتگا آمد و گفت: وجود دو مغازه به نام زربا در نزدیکی هم برای مردم گیج‌کننده خواهد بود، مضاف بر اینکه آن‌ها برای تابلوی جلوی بار قالب حروف را سفارش داده بودند، در نتیجه اورتگا به دنبال اسم جدیدی برای فروشگاهش گشت و اسم زارا را یافت، او برای شروع اقدام به تولید لباس‌های ارزان قیمت و مطابق مد کرد، که بسیار محبوب بود، پس از موفقیت اولین فروشگاه، وی در سرتاسر اسپانیا شعبه‌های دیگری نیز افتتاح کرد.
در ابتدای دهه ۱۹۸۰ وی به وسیله روشی که مد مقطعی (به انگلیسی: instant fashion) نامید، روند طراحی و تولید و فرایند توزیع محصولات خود را به منظور کاهش تأخیر در تحویل و واکنش به گرایش‌های جدید مردم تغییر داد و با این کار به این روند سرعت بخشید، در نتیجه این استراتژی جدید شرکت اساس پیشرفت‌های خود را استفاده از فناوری اطلاعات و استفاده گروهی از طراحان به جای افراد قرار داد.
در خلال دههٔ هشتاد میلادی شرکت زارا توسعهٔ بین‌المللی خود را شروع کرد و برای اولین بار در سال ۱۹۸۰ شعبه‌ای در پورتو واقع در پرتغال آغاز کرد، سپس در سال ۱۹۸۹ وارد ایالات متحده و پس از آن در سال ۱۹۹۰ وارد فرانسه شد، در دههٔ نود نیز با افزودن مکزیک (۱۹۹۲)، یونان (۱۹۹۴)، بلژیک و سوئد در همان سال و… توسعه خود را تا رسیدن به رقم کنونی خود یعنی چیزی بیش از ۷۳ کشور جهان ادامه داد.

## استراتژی
این شرکت ادعای مشهوری دارد، مبنی براینکه «برای تولید و توسعه و روانه بازار کردن یک محصول جدید، تنها به دو هفته زمان نیاز دارد.»
در مقایسه با میانگین صنعت مد فصلی، زارا با ارائه حدود ۱۰٫۰۰۰ طرح جدید در هر سال، نسبت به گسترش جهانی صنعت مد و پوشاک به سوی 'مدهای مقطعی' و صدور آن به کشورهای ارزان قیمت می‌رود، در نتیجه این سیاست فروش، در کشورهای ارزان قیمت هزینه‌ای برای تبلیغ محصولات صورت نمی‌گیرد، شاید این رویکرد زارا که هیچ تبلیغاتی ندارد، به نظر یک استراتژی غیرمعمول بیاید، در عوض این شرکت ترجیح داده برای راه‌اندازی فروشگاه‌های جدید، یک درصد از سود سهام را سرمایه‌گذاری کند و این سیاست باعث رشد ایده زارا به عنوان یک شرکت 'مقلد مد' با محصولات ارزان قیمت شده‌است.
سیاست عدم تبلیغ محصولات در تقابل با رقبای اصلی زارا، همچون یونیکلو و بنتون نیز هست. دانیل پیت، مدیر مد برند لویی ویتون در توصیف زارا می‌گوید: زارا بالقوه یکی از نوآورانه‌ترین و ویرانگرترین فروشگاه‌های زنجیره‌ای خرده‌فروشی در جهان است. همچنین شبکه تلویزیونی سی‌ان‌ان شرکت زارا را به عنوان 'داستان موفقیت اسپانیایی' توصیف می‌کند.

## نمایندگی‌ها
زارا در حال حاضر در ۸۸ کشور دنیا نزدیک به ۲٬۱۰۰ فروشگاه دارد.
فروشگاه‌های زارا در تمام دنیا متعلق به شرکت اصلی هستند به جز نقاطی که قوانین محلی مانع کسب و کار خصوصی شرکت‌های خارجی است، در این موارد زارا امتیاز نمایندگی‌های خود را فرانشیز کرده‌است. مساحت هر فروشگاه حدود ۱۵۰۰ متر مربع است.
کشورهایی که زارا در آن‌ها شعبه دارد:
| کشور                | تعداد فروشگاه‌ها | کشور                      | تعداد فروشگاه‌ها |
| ------------------- | --------------- | ------------------------- | --------------- |
| اسپانیا             | ۳۶۴             | فرانسه                    | ۱۰۳             |
| پرتغال              | ۵۹              | ایتالیا                   | ۵۷              |
| آلمان               | ۵۶              | بریتانیا                  | ۵۰              |
| مکزیک               | ۴۷              | یونان                     | ۴۳              |
| ایالات متحده آمریکا | ۳۰              | ژاپن                      | ۲۶              |
| بلژیک               | ۲۰              | ترکیه                     | ۱۹              |
| برزیل               | ۱۸              | عربستان سعودی             | ۱۸              |
| لهستان              | ۱۷              | روسیه                     | ۱۶              |
| کانادا              | ۱۴              | اسرائیل                   | ۱۳              |
| هلند                | ۱۳              | چین(شامل:هنگ‌کنگ و ماکائو) | ۱۱              |
| استرالیا            | ۹               | سوئیس                     | ۹               |
| آرژانتین            | ۹               | ونزوئلا                   | ۹               |
| سوئد                | ۷               | شیلی                      | ۶               |
| هند                 | ۶               | جمهوری ایرلند             | ۶               |
| جمهوری چک           | ۵               | کویت                      | ۵               |
| مالزی               | ۵               | سنگاپور                   | ۵               |
| امارات متحده عربی   | ۵               | قبرس                      | ۴               |
| دانمارک             | ۴               | فنلاند                    | ۴               |
| لیتوانی             | ۴               | فیلیپین                   | ۴               |
| اسلوونی             | ۴               | کلمبیا                    | ۳               |
| مجارستان            | ۳               | لتونی                     | ۳               |
| مراکش               | ۳               | کاستاریکا                 | ۲               |
| السالوادور          | ۲               | ایسلند                    | ۲               |
| اردن                | ۲               | لبنان                     | ۲               |
| لوکزامبورگ          | ۲               | پاناما                    | ۲               |
| قطر                 | ۲               | رومانی                    | ۲               |
| صربستان             | ۲               | اروگوئه                   | ۲               |
| مالزی               | ۱               | آندورا                    | ۱               |
| باهاما              | ۱               | کرواسی                    | ۱               |
| جمهوری دومینیکن     | ۱               | استونی                    | ۱               |
| گواتمالا            | ۱               | موناکو                    | ۱               |
| نروژ                | ۱               | اسلوونی                   | ۱               |
| تایلند              | ۲               | تونس                      | ۱               |

## محصولات
از سال ۲۰۰۷ زارا هم برای زنان و هم برای مردان لباس تولید می‌کند، هر کدام از بخش‌های پوشاک زنانه و مردانه این برند تقسیم می‌شوند، به پوشاک بالاتنه، پایین‌تنه، کیف، کلاه و کمر، زیورآلات، کفش، لوازم آرایشی و بهداشتی، لباس شب، لباس خواب، پوشاک کودکان و نوزادان و اجناس جانبی مانند دستکش، چتر، کیف پول، عطر و ادکلن و…
در حال حاضر معیار اندازه بدن لباس‌های زنانه زارا به شماره ۱۲ آمریکا و ۱۴ بریتانیا یا اندازه‌های خیلی بزرگ نزدیک شده‌است.

## تولید و توزیع
فروشگاه زارا برخلاف دیگر فروشگاه‌های زنجیره‌ای لباس بسیاری از مراحل مختلف در زنجیره تأمین، طراحی، تولید و توزیع محصولات خود را به‌طور مستقیم کنترل می‌کند.
زارا در سال ۱۹۸۰ کارخانهٔ خود را در شهر لاکرونیا که به خاطر صنعت نساجی‌اش شناخته شده‌است راه اندازی کرد و در سال ۱۹۹۰ در روش تولید و توزیع امکانات خود نوآوری‌های زیادی به وجود آورد، این رویکرد که توسط شرکت تویوتا طراحی شده، سیستم فقط در زمان (به انگلیسی: Just-in-time) نامیده می‌شود و به اختصار به شکل (JIT) نوشته می‌شود. این روش شرکت را قادر ساخت تا یک مدل تجارت جدید ایجاد کند که اجازه می‌دهد کنترل و مهار مراحل تولید از مواد تا ساخت، تکمیل محصول و توزیع به فروشگاه‌ها در سراسر جهان تنها چند روز زمان ببرد.
با توجه به استراتژی طراحی این شرکت، در مجله تجارت جهانی (به انگلیسی: Businessworld Magazine) مقاله‌ای منتشر شده‌است که زارا را اینگونه توصیف می‌کند: "زارا یک مقلد مد (به انگلیسی: Fashion imitator) بود، که تمرکز کار شرکت خود را توجه به درک درخواست مشتری از اقلام مد و سپس تحویل سریع آن اقلام گذاشته‌است و نه ارتقای پیش‌بینی روند گرایش‌های فصل از طریق "شوهای مد" (به انگلیسی: fashion show) و تأثیر از کانال‌های مشابه که در صنعت مد به‌طور سنتی از آن‌ها استفاده می‌شده‌است."
۵۰٪ از محصولاتی که زارا به فروش می‌رساند، در اسپانیا تولید شده‌است، ۲۶٪ آن در سایر نقاط اروپا و ۲۴٪ باقی در کشورهای آسیایی و آفریقایی و دیگر نقاط جهان تولید می‌شوند؛ بنابراین مادامی که برخی از رقبا تمام تولیدی‌هایشان را به آسیا برون سپاری کرده‌اند. زارا شیک‌ترین اقلام را-نیمی از تمام کالاها- در یک دوجین کارخانهٔ متعلق به شرکت در اسپانیا و پرتغال به خصوص گالیسیا و شمال پرتغال تولید می‌کند که تا حدودی ارزان‌تر از بسیاری نقاط اروپای غربی است. در نتیجه این پوشاک عمر مفید طولانی‌تر با هزینه تولید کمتری دارند، در عوض تولید لباس‌های ساده مثل تی‌شرت را به تولیدکننده‌های ارزان قیمت مثل ترکیه و چین سپرده‌است.
زارا نسبت به شرکت‌های مشابه می‌تواند محصولات به‌طور قابل توجه بیشتری در سال تولید کند، تولید حدود ۱۱۰۰۰ کالای مجزا به‌طور سالانه که در مقایسه با ۲۰۰۰ الی ۴۰۰۰ قلم تولید رقبای کلیدی خود در سال رقم قابل توجهی است. روند طراحی و تولید یک محصول جدید تا اتمام آن کالا در فروشگاه‌های زارا حدود چهار یا پنج هفته زمان می‌برد و این شرکت می‌تواند اقلام موجودش را در زمانی کمتر از دو هفته به کلی عوض کرده و با محصولات جدیدی جایگزین کند. کوتاه شدن چرخهٔ عمر محصول به معنی موفقیت بیشتر در «نشست ترجیحات مصرف‌کننده» است، اگر یک طرح در عرض یک هفته خوب به فروش نرود از مغازه‌ها جمع شده، سفارش‌ها بیشتر لغو می‌شوند و طرح‌های جدید پیگیری می‌شوند.
زارا متکی بر فناوری اطلاعات پیچیده، مانند رایانه‌های جیبی با قابلیت انتقال بی‌سیم است که در دست مدیران فروشگاه به منظور نظارت بر مشتریان تغییرات مدهای آنی قرار گرفته‌است. این شرکت طیف وسیعی از طرح‌های اولیه دارد که بیش از سال به سال اجرا شده‌اند اما برخی از طرح‌های نوین آن کمتر از چهار هفته می‌توانند در قفسه‌های فروشگاه‌ها بمانند، تا طرفداران زارا به بازدید مکرر تشویق شوند.
با توجه به میانگین تعداد فروشگاه‌های مراکز شهر در اسپانیا انتظار می‌رود متوسط بازدید سالیانه مردم از مغازه‌های لباس فروشی حدود سه بار باشد، این در حالی است، که این رقم برای زارا بیش از ۱۷ بار در سال است.
در تاریخ ششم سپتامبر سال ۲۰۱۰ سازمان عصر امور مالی گزارشی داد، مبنی بر اینکه ایندیتکس اولین بوتیک آنلاین خود را برای برند زارا که بهترین فروش را داشته راه انداخته‌است، این وبسایت در اسپانیا، انگلستان، پرتغال، ایتالیا، آلمان و فرانسه شروع به کار کرد که از جمله مهم‌ترین کشورها برای ۷۶ بازار شرکت در اروپا بودند.
هنگامیکه در مورد دیر پیوستن این شرکت به فروش اینترنتی سؤال شد، پابلو آیلا (به انگلیسی: Pablo Isla) مدیر اجرایی شرکت اذعان داشت، آن‌ها قبل از راه‌اندازی فضای مجازی در انتظار تقاضا برای تولید بودند.
تمام محصولات زارا به‌طور آنلاین نیز به همان قیمتی که در مغازه‌های سطح شهر هستند به فروش می‌روند و مشتریان بین گزینه‌های معمول محدودهٔ روش‌های پرداخت اینترنتی و تحویل پستی می‌توانند، روشی را که می‌خواهند انتخاب کنند. بازگرداندن اینترنتی و سیاست ارزی نیز با سیستم فروشگاه یکسان است، به‌طوری‌که به مشتریان ۳۰ روز زمان داده می‌شود تا اگر ذهن خود را عوض کردند، بتوانند کالای خریداری شده را پس بدهند. به پیشنهادها، انتقادات و سؤالات مشتری‌ها نیز توسط اپراتور خدمات به مشتریان یا از طریق پست الکترونیکی یا پیامک رسیدگی می‌شود، ایندیتکس اعلام کرده‌است، که اجازه خرید با برنامه‌های کاربردی آی فون و آی پد نیز به زودی در دسترس خواهد بود.
در تاریخ ۴ نوامبر سال ۲۰۱۰ زارا خدمات آنلاینش را به ۵ کشور دیگر توسعه داد، کشورهای اضافه شده شامل اتریش، ایرلند، هلند، بلژیک و لوکزامبورگ بود، همچنین در سال ۲۰۱۱ فروشگاه آنلاین این شرکت در ایالات متحده و کره جنوبی نیز راه‌اندازی شد.
فروشگاه اینترنتی به سادگی به مشتریان این امکان را می‌دهد، تا با فیلترهای جستجو، پوشاک مورد نظرشان را از لحاظ نوع، رنگ، اندازه، قیمت، شماره مرجع و… انتخاب کنند، همچنین مشتریان می‌توانند محصولات را با استفاده از زوم بالا با جزئیات دقیق و از زوایای مختلف مشاهده کنند.
در سال ۲۰۱۱ زارا با راه انداختن سه شعبه جدید در سیدنی، ملبورن و آدلاید وارد بازار استرالیا نیز شد، در نوامبر همان سال این شرکت با بازگشایی یک شعبه وارد بازار آفریقای جنوبی نیز شد و در مارس سال ۲۰۱۲ شعبه دوم و کمی بعد شعبه سوم را هم در این کشور افتتاح کرد.

## چالش‌های حقوق بشری

### تولیدی‌ها
در ۱۶ اوت سال ۲۰۱۱ یک برنامه تلویزیونی برزیلی شرکت زارا را متهم به سوءاستفاده از کارگرانی کرد که در بخش تولیدی‌های برون مرزی این شرکت اشتغال داشتند، یک روز بعد یعنی در ۱۷ اوت همان سال سازمان نظارت منطقه‌ای کار و اشتغال سائوپائولو تولیدی‌های لباس زارا را به دلیل شرایط بد کار کارگران آنجا تعطیل کرد، زیرا بولیوی‌هایی که به‌طور غیرقانونی و توسط قاچاقچی‌های انسان به برزیل آمده بودند ۱۲ الی ۱۴ ساعت در روز محبوس در یک آپارتمان کوچک مجبور به دوختن لباس بودند و بدون کسب اجازه از ناظر آپارتمان حق ترک آنجا را نداشتند و حتی آب گرم برای حمام یا غذا برای ناهار به آن‌ها داده نمی‌شد، همچنین برای دوختن هر لباس به آن‌ها حقوقی معادل یک دلار آمریکا پرداخت می‌شد، در حالیکه قیمت همان لباس‌ها در فروشگاه‌های برزیلی حدود ۷۰ دلار آمریکا بود، بسیاری از این کارگران مجبور بودند همین دستمزد ناچیز را هم به قاچاقچی‌هایی پرداخت کنند، که آن‌ها را غیرقانونی به برزیل آورده بودند.
پس از این اقدام برزیل، نمایندگان زارا در بیانیه‌ای گفتند که این اتهامات مبنی بر برده داری ساختگی هستند و اساساً علیه نمایندگی‌های برون مرزی شرکت ساخته و پرداخته شده‌اند، در حالیکه این اقدام برزیل ناقض جدی کد رفتاری با تولیدکنندگان خارجی و کارگاه‌های آموزشی ایندیتکس است. آنان همچنین اذعان کردند که تمامی کارخانه‌های زارا برای برون سپاری‌های غیرمجاز مسئول هستند و درخواست رسیدگی فوری و نظم بخشیدن به وضعیت کارکنان درگیر را کرد.
گروه ایندیتکس با همکاری وزارت کار برزیل، نظارت بر روند سیستم تولید تمام کارپردازان و تولیدی‌های داخل کشور را تقویت و تحکیم بخشیدند تا اطمینان حاصل کنند، چنین اتفاقی دوباره رخ ندهد.

### سوءاستفاده از کارکنان فروشگاه
در ۲۱ مارس سال ۲۰۱۲ یک برنامهٔ تلویزیونی کنکاش گری-روزنامه‌نگاری که مأمور نقد و بررسی در سوئد است گزارشی مبنی بر شهادت ۲۵ مورد سوء استفادهٔ شدید علیه کارکنان زارا در سوئد و اروپا منتشر کرد که هم شامل کارکنان عادی و هم مدیران فروشگاه‌ها می‌شد، نمایندگی زارا برای بررسی و حل این مشکلات در سازمان خود واکنش نشان داد.
اتحادیه کارگران فروشگاه (تجارت) در پاسخ ابراز کردند که زارا در گذشته وعدهٔ بهبود داده بوده در حالیکه توافق‌های قانونی خود را زیر پا گذاشته و اتحادیه سازماندهی کارگران یقه سفید از قبیل مدیران فروشگاه، شیوهٔ مدیریتی شرکت زارا را «مدیریت ترس» نامیدند.

### تی شرتجنجالی
در سال ۲۰۱۴ فروشگاه زارا با شکایت‌هایی پیرامون یک تی شرت مخصوص کودکان مواجه شد که طراحی بسیار شبیه یه لباس یهودیان در اردوگاه‌های کار اجباری آلمان نازی داشت. هر چند زارا این اتهام را رد کرد اما بلافاصله تی شرت مذکور جمع‌آوری شد.

## نگارخانه

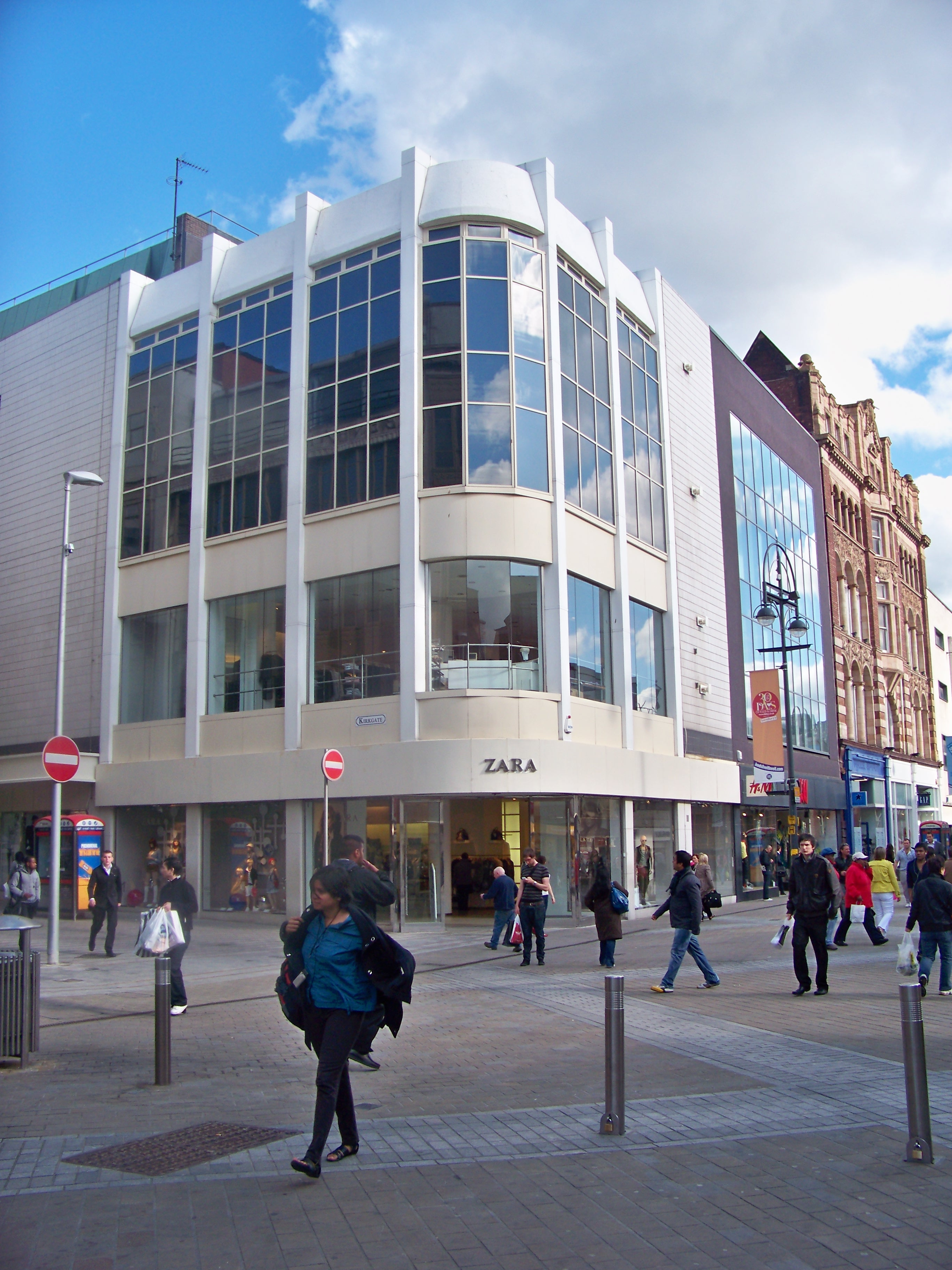
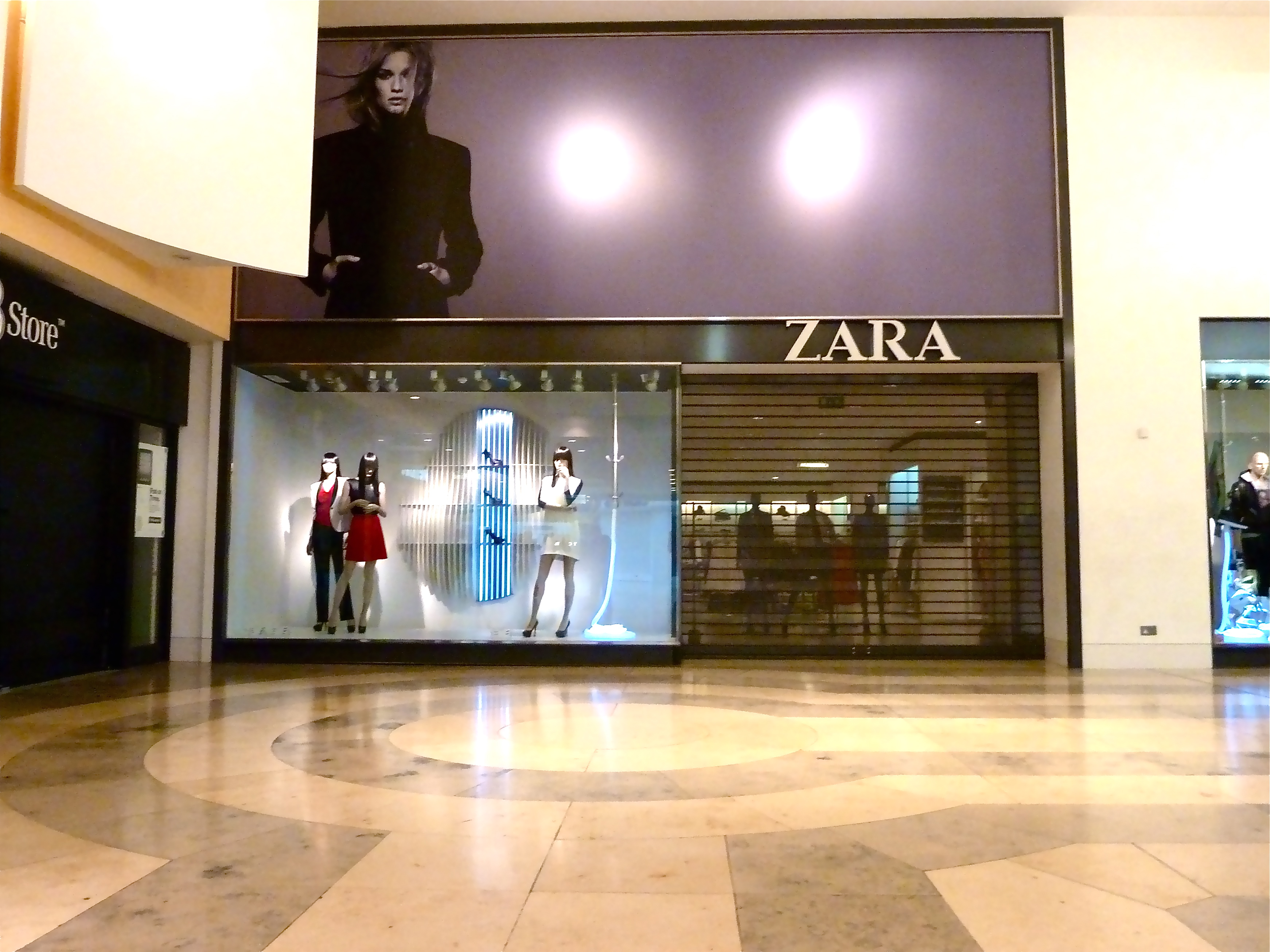
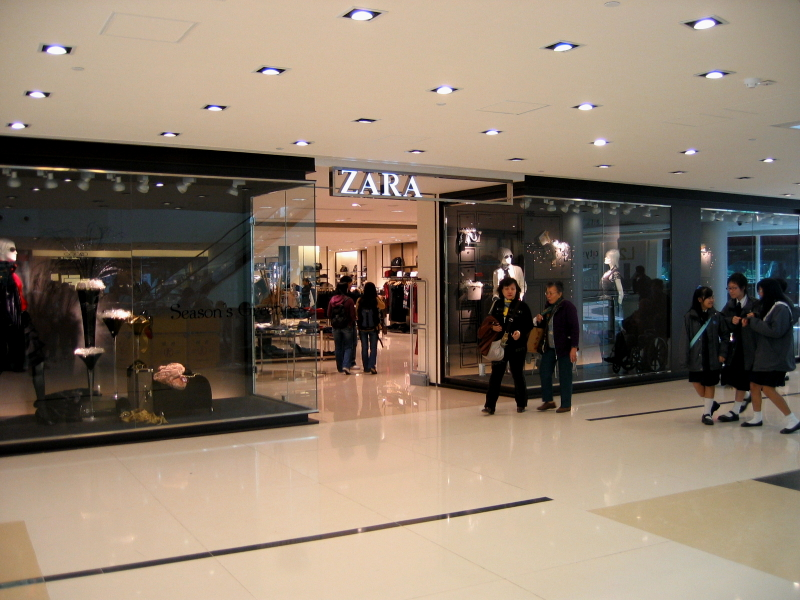
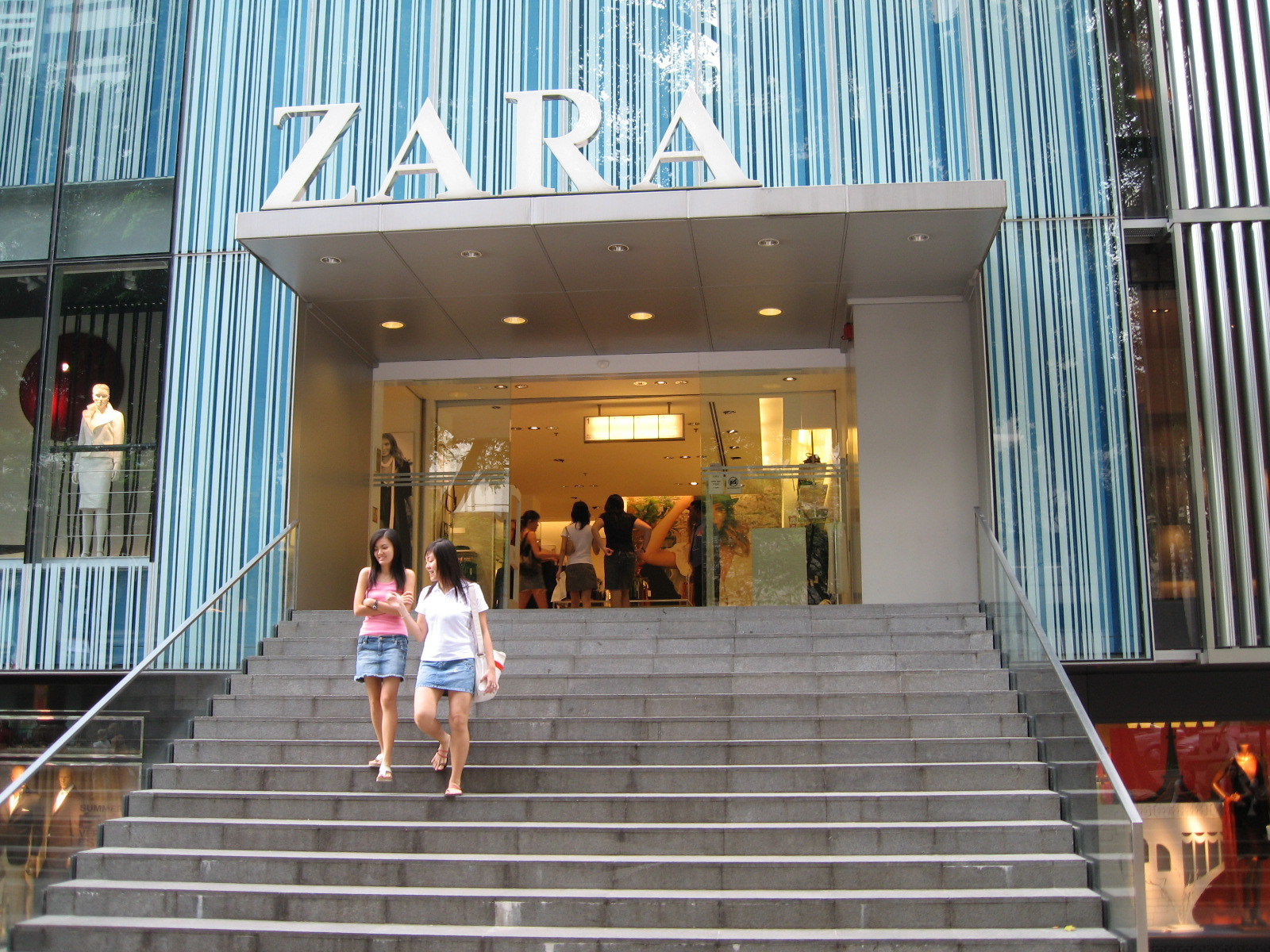
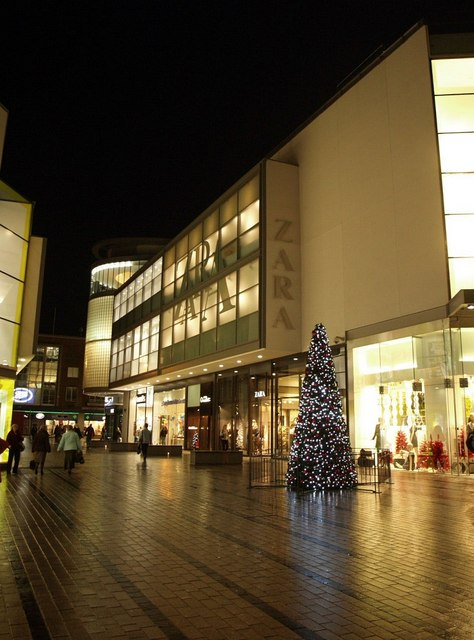
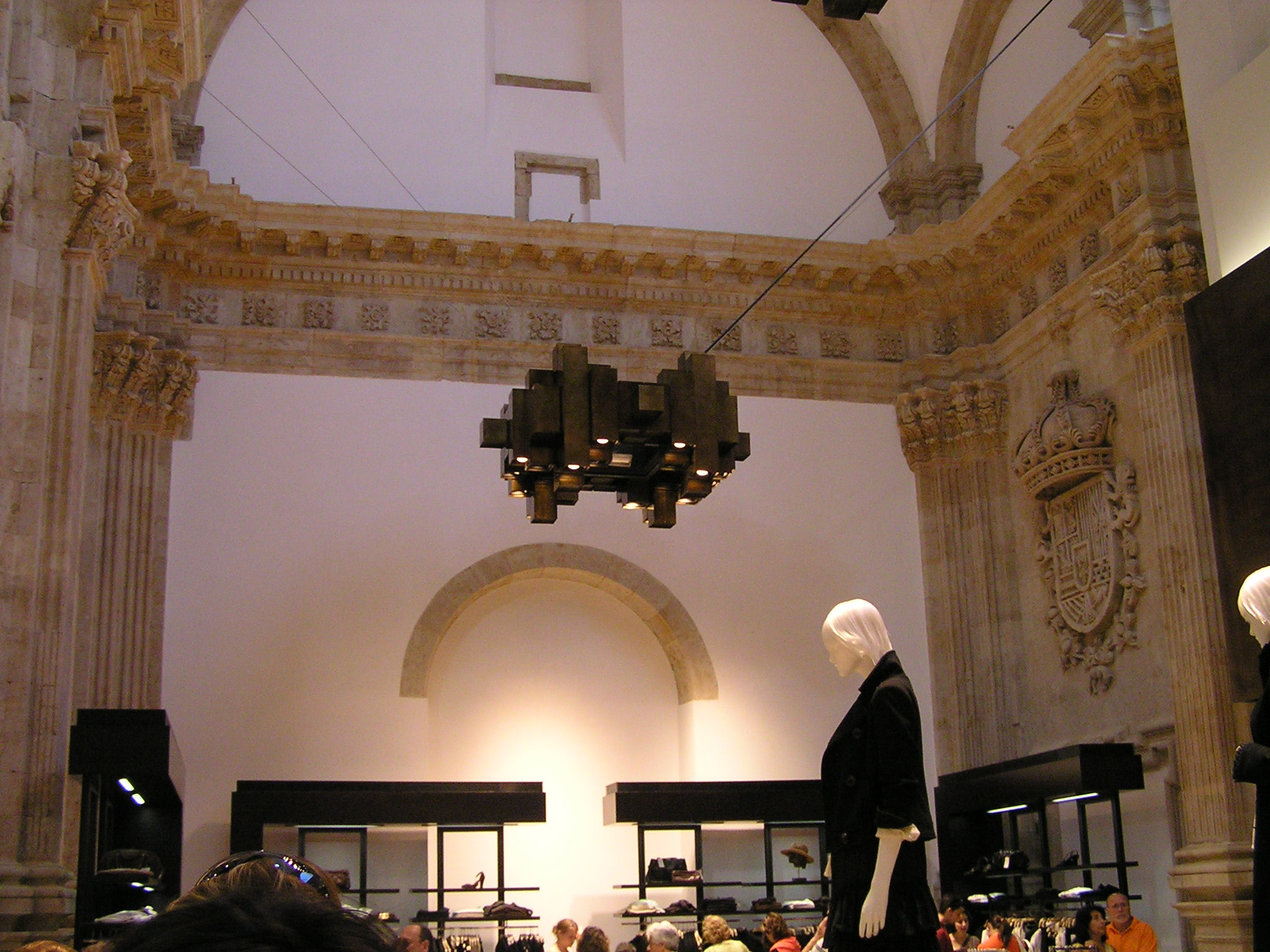
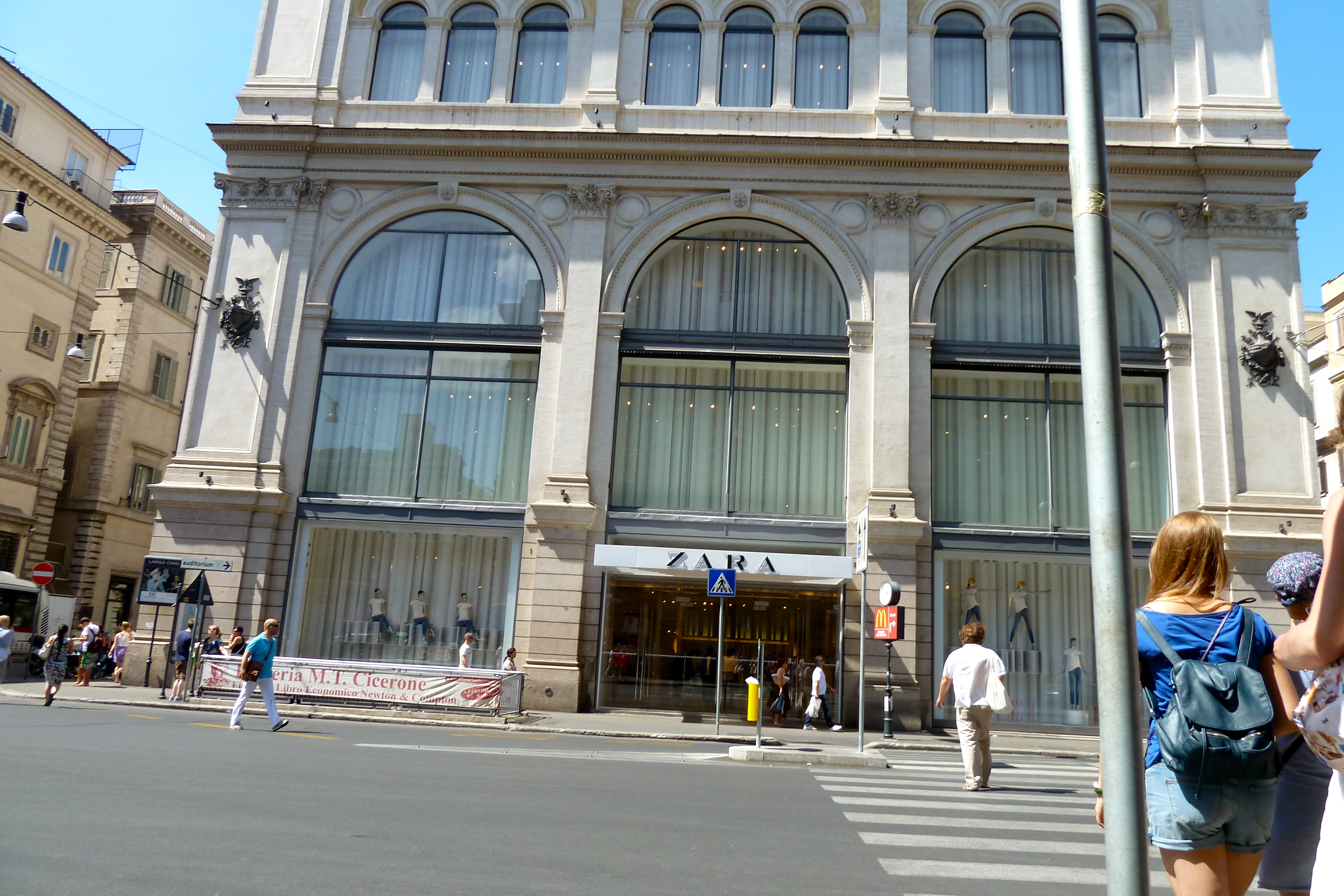
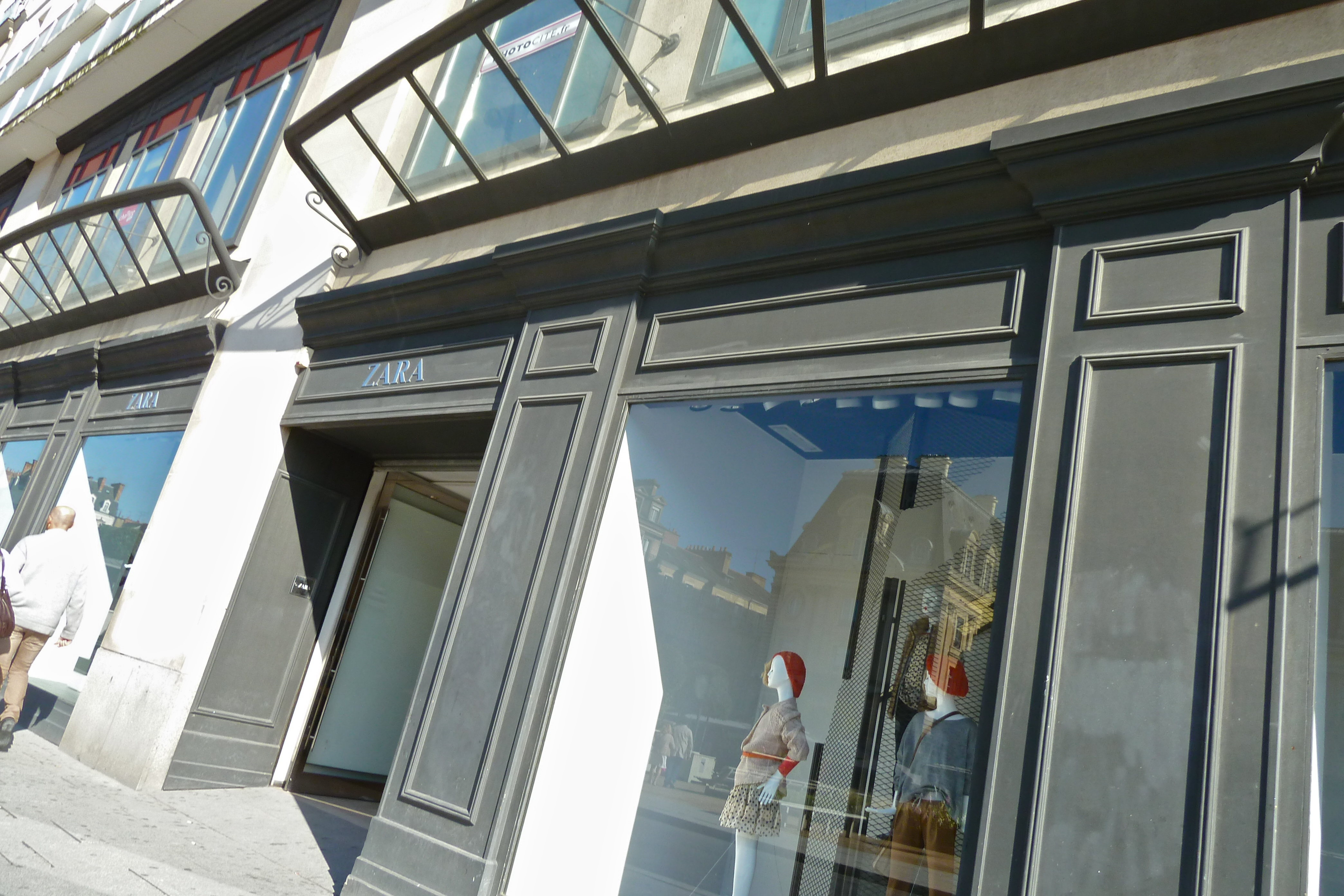